# Robert Cottrell-Hill
Robert Charles Cottrell-Hill CB CBE DSO* MC (* 7. November 1903 in Khadki/Maharashtra, Indien als Robert Charles Hill; † 10. November 1965 in Oxford, England) war ein britischer Offizier und Generalmajor des Heeres.
Er war von 1955 bis 1956 der siebte Kommandant des Britischen Sektors von Berlin und somit einer der alliierten Stadtkommandanten.

## Militärkarriere
Cottrell-Hill wurde in Indien geboren und besuchte die Bedford School im englischen Bedford/Bedfordshire. Im Anschluss absolvierte er das Royal Military College Sandhurst.
1924 wurde er dem 1. Bataillon des Border Regiment zugewiesen, das 1938 bei der Arabischen Revolte in Palästina eingesetzt war. Für seinen Einsatz wurde Cottrell-Hill mit dem Military Cross ausgezeichnet.
Während des Zweiten Weltkriegs übernahm Cottrell-Hill zunächst den Posten des Stabschefs, später den des Kommandeurs der 71. Indischen Infanteriebrigade.
1944 war er in Arakan eingesetzt und führte ein Jahr später die Landung auf der Ramree-Insel. Im selben Jahr wurde er als Officer des Order of the British Empire sowie als Companion des Distinguished Service Order ausgezeichnet.
Nach dem Zweiten Weltkrieg wurde er 1948 zum stellvertretenden Abteilungsleiter im Kriegsministerium ernannt und 1950 zum Stabschef der Truppen in Malaya. Nach einer kurzen Rückkehr in das Ministerium, erfolgte die Beförderung zum Generalmajor. Inzwischen hatte er weitere Auszeichnungen für besondere Verdienste erhalten, u. a. wurde er zum Commander des Order of the British Empire erhoben.

## Stadtkommandant in Berlin
Als Nachfolger von William Oliver wurde Cottrell-Hill am 1. Mai 1955 neuer Kommandant des Britischen Sektors von Berlin und somit einer der alliierten Stadtkommandanten. Er bildete mit den US-Amerikanern George Honnen und Charles Dasher (ab September 1955) sowie dem Franzosen Amédée Gèze die höchste Instanz der West-Alliierten Berlins. Er gehörte somit der Alliierten Kommandantur an, die dem Alliierten Kontrollrat unterstellt war.
Als Stadtkommandant übernahm er einen der wichtigsten und herausragendsten Posten, den das britische Militär außerhalb Großbritanniens zu vergeben hatte. Als solcher war er zum einen militärischer, aber vor allem „politischer Führer“ seines Landes und übte eine Art Vertretereigenschaft für Königin Elisabeth II. aus, da Berlin formal nicht zum Geltungsbereich der Bundesrepublik Deutschland gehörte und Großbritanniens in Bonn residierender Botschafter unzuständig war.
Wie seine Vorgänger auch, konzentrierte sich Cottrell-Hill als Stadtkommandant überwiegend auf die politische und diplomatische Vertretung seines Landes und seine Aufgaben als Mitglied der Alliierten Kommandantur, während der jeweilige Brigadekommandeur die rein militärische Führung der Britischen Streitkräfte in der Vier-Sektoren-Stadt übernahm.
Mit dem Wechsel nach Berlin bezog Cottrell-Hill mit seiner Familie die im Berliner Ortsteil Gatow befindliche Villa Lemm. Auf dem Anwesen residierten auch die Mitglieder des britischen Königshauses während ihrer Berlin-Aufenthalte. Der Funktion des Gastgebers gegenüber der Königsfamilie kam ein britischer Stadtkommandant mindestens einmal pro Jahr nach, wenn die Abnahme der Königlichen Geburtstagsparade („Queens Birthday Parade“) auf dem Berliner Maifeld am Olympiastadion anstand.
Am 6. Februar 1956 wurde Cottrell-Hill wieder abberufen und durch Francis Rome als Stadtkommandant abgelöst. Mit nur neun Monaten gehörte die Amtszeit Cottrell-Hills zu den kürzesten der britischen Stadtkommandanten.
Als letzte Station seiner aktiven Laufbahn übernahm er einen Verwaltungsposten und trat 1959 in den Ruhestand.
Nur sechs Jahre später, am 10. November 1965, starb Robert Cottrell-Hill, wenige Tage nach seinem 62. Geburtstag.

## Auszeichnungen
- Military Cross (1938)
- Officer des Order of the British Empire (1944)
- Companion des Distinguished Service Order (1944, 1945)
- Commander des Order of the British Empire (1946)
- Companion des Order of the Bath (1952)